# Água Doce do Norte
Água Doce do Norte (en español: Agua Dulce del Norte) es un municipio brasilero del estado del Espírito Santo. Su población estimada en 2020 era de 44.104 habitantes, 47.8% Hombres y 52.2% Mujeres.

## Historia
El área territorial de Água Doce do Norte fue donada, en 1949, por el agricultor Domingos Marculino, que, de acuerdo con la voluntad popular, habría prestado su nombre a la localidad. La población de Água Doce do Norte, entonces perteneciente al municipio de Barra de São Francisco, fue creada el 11 de octubre de 1949, recibiendo el status de distrito en 1931. El 6 de mayo de 1988, por la Ley n.º 4066, el municipio fue separado del de Barra de São Francisco y el 1 de enero de 1989, instalado.